# Ганно-Требинівка
Га́нно-Треби́нівка — село в Україні, в Устинівській селищній громаді Кропивницького району Кіровоградської області. Населення становить 582 осіб. Колишній центр Ганно-Требинівської сільської ради.

## Населення
Згідно з переписом УРСР 1989 року чисельність наявного населення села становила 661 особа, з яких 327 чоловіків та 334 жінки.
За переписом населення України 2001 року в селі мешкали 593 особи.

### Мова
Розподіл населення за рідною мовою за даними перепису 2001 року:
| Мова       | Відсоток |
| ---------- | -------- |
| українська | 94,85 %  |
| російська  | 2,58 %   |
| молдовська | 1,89 %   |
| білоруська | 0,34 %   |
| угорська   | 0,17 %   |